# Feltiella minuta
Feltiella minuta är en tvåvingeart som först beskrevs av Ephraim Porter Felt 1907.  Feltiella minuta ingår i släktet Feltiella och familjen gallmyggor.
Artens utbredningsområde är New York. Inga underarter finns listade i Catalogue of Life.